# توزیع (ریاضیات)
در ریاضیات توزیعات (Distributions) یا توابع تعمیم‌یافته (Generalized functions) اشیائی ریاضی هستند که با تعمیم مفاهیم مربوط به توابع به وجود می‌آیند.

## کاربردها
توابع تعمیم‌یافته، و توزیعات کاربردهای فراوانی در زمینه‌های مختلف علوم و مهندسی دارد. از جملهٔ مهم‌ترین آن‌ها موارد زیر را می‌توان برشمرد:
- معادلات دیفرانسیل معمولی
- معادلات دیفرانسیل با مشتقات جزئی
- مسائل مقادیر مرزی
- انتشار امواج
- سیستم‌های خطّی

## برخی توزیع‌ها
- توزیع تی مربع هاتلینگ
- توزیع مقدار حد عمومی
- توزیع نیم لجستیک
- توزیع نیم نرمال
- توزیع گاوسی معکوس عمومی

## تابع هوی‌ساید
مقالهٔ اصلی: تابع هوی‌ساید
تابع پله‌ای هوی‌ساید {\displaystyle H(x)\!} به صورت زیر تعریف می‌شود:
{\displaystyle H(x)={\begin{cases}0,&x\leq 0\\1,&x>0\end{cases}}}